# Otlatzintla, Zontecomatlán de López y Fuentes
Otlatzintla är en ort i Mexiko.   Den ligger i kommunen Zontecomatlán de López y Fuentes och delstaten Veracruz, i den sydöstra delen av landet, 180 km nordost om huvudstaden Mexico City. Otlatzintla ligger 380 meter över havet och antalet invånare är 589.
Terrängen runt Otlatzintla är huvudsakligen kuperad. Otlatzintla ligger nere i en dal. Runt Otlatzintla är det ganska glesbefolkat, med 45 invånare per kvadratkilometer. Närmaste större samhälle är Xochiatipan de Castillo, 7,3 km nordväst om Otlatzintla. I omgivningarna runt Otlatzintla växer huvudsakligen savannskog.